# Carlos Agostinho do Rosário
Carlos Agostinho do Rosário, né le 26 octobre 1954 Maxixe (Mozambique), est un homme d'État mozambicain. Il est Premier ministre du 19 janvier 2015 au 3 mars 2022.
Il est auparavant gouverneur de la province de Zambézie, ministre de l'Agriculture et de la Pêche et ambassadeur du Mozambique au Timor oriental, en Indonésie, en Malaisie, à Singapour et en Thaïlande.

## Biographie
Rosário est né à Maxixe le 26 octobre 1954. Il étudie l'économie à l'université Eduardo Mondlane de Maputo. Il se rend ensuite au Royaume-Uni pour étudier l’économie de l’agriculture et du développement rural durables au Wye College, en obtenant un Msc.
En 1977, il commence à travailler pour le ministère des Travaux publics, où il reste jusqu'en 1983. Entre 1980 et 1982, il est conférencier du soir à l'Instituto Industrial de Maputo. En 1983, il est le principal économiste de la société agricole Citrinos de Manica.
En 1987, il est nommé gouverneur de la province de Zambèze et premier secrétaire du comité provincial. En 1994, il est brièvement membre de l'Assemblée de la République avant d'être nommé ministre de l'Agriculture et de la Pêche. En 1999, son mandat de ministre prend fin.
Il est haut-commissaire du Mozambique en Inde et au Sri Lanka de 2002 à 2008. En 2009, il devient ambassadeur en Indonésie, avec accréditation simultanée en Malaisie, à Singapour, en Thaïlande et au Timor oriental. Il reste à ce poste jusqu'à sa nomination au poste de Premier ministre le 17 janvier 2015 par le président Filipe Nyusi.
Après la formation d'un gouvernement sous Rosário, les politiciens de l'opposition de la RENAMO se plaignent du fait que les 22 ministres étaient du parti FRELIMO et que le gouvernement n'était donc pas inclusif.
Début mars 2022, le président Nyusi démet Rosário du poste de Premier ministre en même temps que six autres ministres. Le lendemain, Adriano Maleiane le remplace.